# Haarlemmermeer

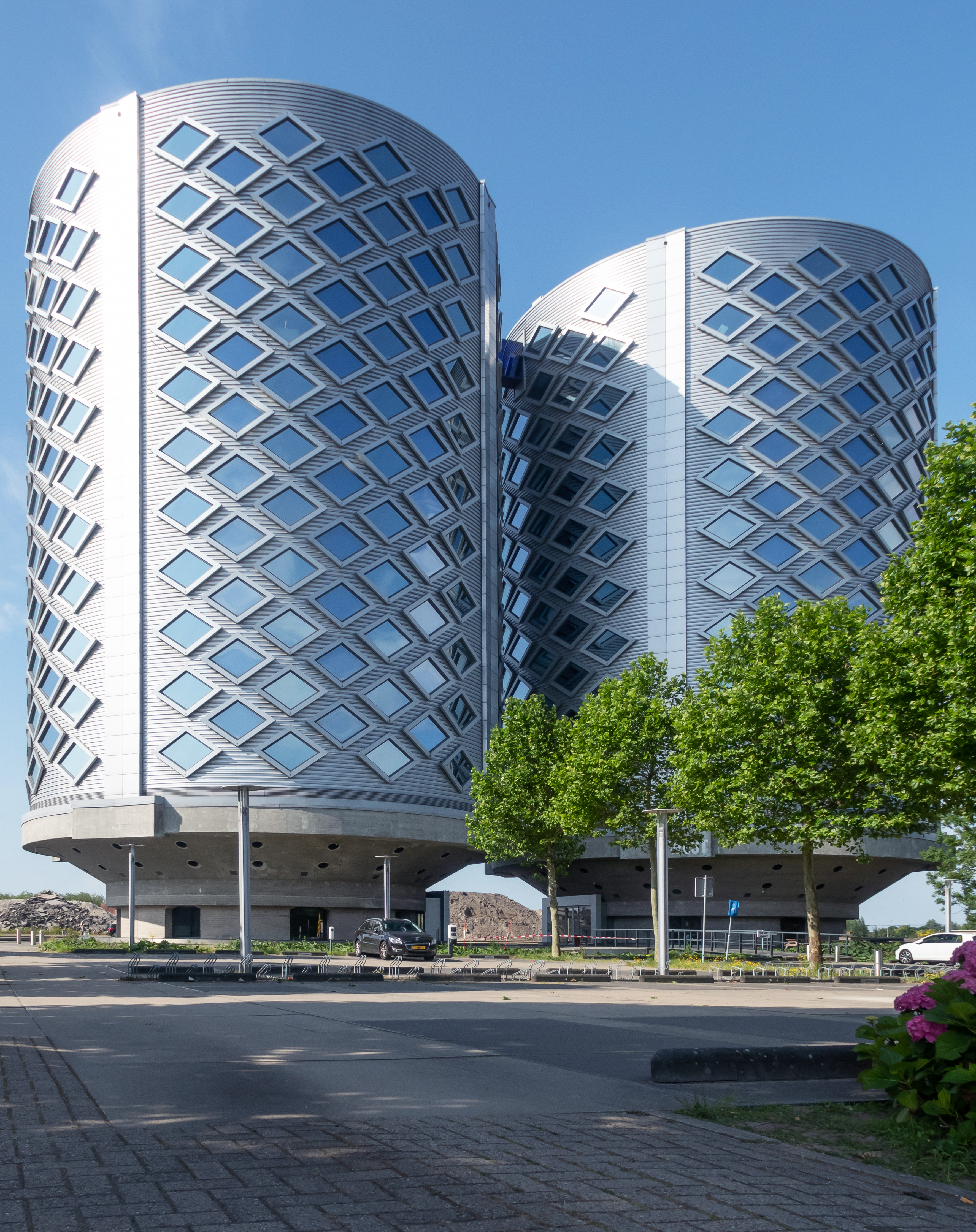
SugarCity i Halfweg.

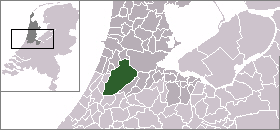
Haarlemmermeers läge

Haarlemmermeer, kommun i nordvästra Nederländerna i provinsen Noord-Holland. Kommunen har en area på 185,29 km² (av vilket 6,63 km² utgörs av vatten) och en folkmängd på 144 090 invånare (2015). Största orten i kommunen är Hoofddorp. I kommunen ligger storflygplatsen Amsterdam-Schiphols flygplats.
Området består till största delen av vad som tidigare var en 183 kvadratkilometer stor sjö, torrlagd åren 1840−53.